# سوسک معمولی اثاثیه
سوسک معمولی اثاثیه (نام علمی: Anobium punctatum) نام یک گونه از سرده سوسک اثاثیه است.